# Galápagosi gerle
A galápagosi gerle (Zenaida galapagoensis) a madarak osztályának  galambalakúak (Columbiformes) rendjébe és a galambfélék (Columbidae) családjába tartozó faj.

## Rendszerezése
A fajt John Gould svájci ornitológus írta le 1839-ben. Sorolták a Nesopelia nembe egyetlen fajként Nesopelia galapagoensis néven is.

## Előfordulása
Az Ecuadorhoz tartozó, Galápagos-szigetek területén honos, a szigetcsoport endemikus faja és egyben egyetlen képviselője a galambfélék családjának a szigeteken.
A szigetek zömét adó sziklás, félsivatagi területeken honos. Előfordul a bozótosokban és a szigetekre jellemző fügekaktusz (Opuntia) erdőkben is.

## Megjelenése
Testhossza 23 centiméter, testtömege 67-92 gramm. Elsősorban talajlakó életmódjának köszönhetően lábai viszonylag hosszúak. Feje, háta és rövid farkának felső része egyszínű rozsdabarna. Váll és külső szárnyevezőtollai is rozsdabarnák, de ezeken fekete foltok láthatóak. A fekete foltokat a vállakon széles, fehér színű gyűrű veszi körül. Torka és nyaka fakó rozsdaszínű, némi ibolyás fénnyel. Hasa vöröses szürke. Arcrészén két sötétbarna csík van, sötét szemeit világoskék és fekete szemgyűrűk szegélyezik. Feketével keretezett, megnyúlt csepp alakú fehér fülfoltjai jellegzetesek. Csőre szürke, lábai hússzínűek. A két ivar megjelenése hasonló, a tojó azonban valamivel kisebb termetű, mint a hím.
|  |  |

## Életmódja
Elsősorban talajlakó faj. Mivel a szigeteken nem éltek emlős ragadozók, nem volt ami elől gyorsan, repülve kellett volna menekülnie. Röpképességét nem veszítette azonban el, mivel éjszakánként fel szokott ülni a kaktuszfákra és a szintén endemikus galápagosi ölyv elől is repülve menekül.
Csapatosan a talajon keresgéli magvakból álló táplálékukat. Az esős időszak során kaktuszvirágokat és hernyókat is fogyaszt.

## Szaporodása
Fákra, bokrokra vagy sziklákra készíti fészkét. Sokszor a szigeteken honos galápagos-szigeteki csúfolórigó (Nesomimus parvulus) elhagyott fészkeit foglalja el. Költésenként két tojást rak.

## Természetvédelmi helyzete
Korábban általánosan elterjedt faj volt a szigeteken. Jelenleg is gyakori fajnak számít, de a lakott szigeteken eléggé megritkult a meghonosodott macskák miatt. Mivel azonban még sok ragadozómentes sziget van a szigetcsoportban, ahol háborítatlanul élhet, a Természetvédelmi Világszövetség Vörös Listáján a nem fenyegetett fajként szerepel.

## Fordítás
- Ez a szócikk részben vagy egészben  a   Galapagostaube című német Wikipédia-szócikk ezen változatának fordításán alapul.  Az eredeti cikk szerkesztőit annak laptörténete sorolja fel. Ez a jelzés csupán a megfogalmazás eredetét és a szerzői jogokat jelzi, nem szolgál a cikkben szereplő információk forrásmegjelöléseként.